# Palas
Der Palas (von spätlateinisch palatium ‚kaiserlicher Hof‘ über altfranzösisch pales bzw. palais) ist ein repräsentativer Saalbau einer mittelalterlichen Pfalz oder Burg zur Zeit der Romanik (11. bis 13. Jahrhundert).
Oft wird in Anlehnung an die Burgenkunde des 19. Jahrhunderts Palas als Oberbegriff für Saalbauten auf Burgen verwendet. Die architekturgeschichtliche Verwendung des Begriffs beschränkt sich jedoch bei anderen Autoren auf den romanischen Saalbau.
Der steinerne Saalbau verfügt über einen längsrechteckigen Grundriss. Häufig ist das Gebäude unterkellert oder mit einem Souterrain-Geschoss versehen. Die Hauptgeschosse (in der Regel zwei, manchmal auch mehr) werden großzügig durch Rundbogenfenster belichtet, die oft zu Arkaden gruppiert sind. Reiche Bauplastik findet hier bevorzugt ihre Anwendung, um die repräsentative Wirkung des Palas zu erhöhen. Der im Obergeschoss gelegene große Saal nimmt die gesamte Grundfläche des Gebäudes ein und kann über eine eigene Freitreppe erreichbar sein. Oft ist der Saal durch eine Stützenreihe in zwei Schiffe gegliedert, kann jedoch auch überwölbt sein. Mehrstöckige Palasbauten können auch mehrere übereinanderliegende Säle enthalten. Der große Saal wurde wegen der schlechten Beheizbarkeit überwiegend im Sommer genutzt, während im Winter die Kemenate der bevorzugte Wohnraum war. Der beheizbare Bereich wurde oft auch als Dürnitz bezeichnet. Nach oben schließt der Palas in der Regel mit einem Satteldach ab.
Palasbauten traten als Bautyp zuerst in Pfalzen auf, wo sie den als Aula regia bezeichneten Königssaal beherbergen. In diesem Saal fanden unter der Leitung des Königs öffentliche Regierungshandlungen statt, wie Hoftage, Rechtsprechung oder der Empfang weltlicher und geistlicher Würdenträger.
Ab der zweiten Hälfte des 12. Jahrhunderts wurde im Heiligen Römischen Reich der romanische Palas auch in die Architektur einiger Burgen des hohen Adels übernommen. Wichtigster Bestandteil war weiterhin der große Saal, der einen repräsentativen Rahmen für Empfänge und Feste bot.

## Romanik

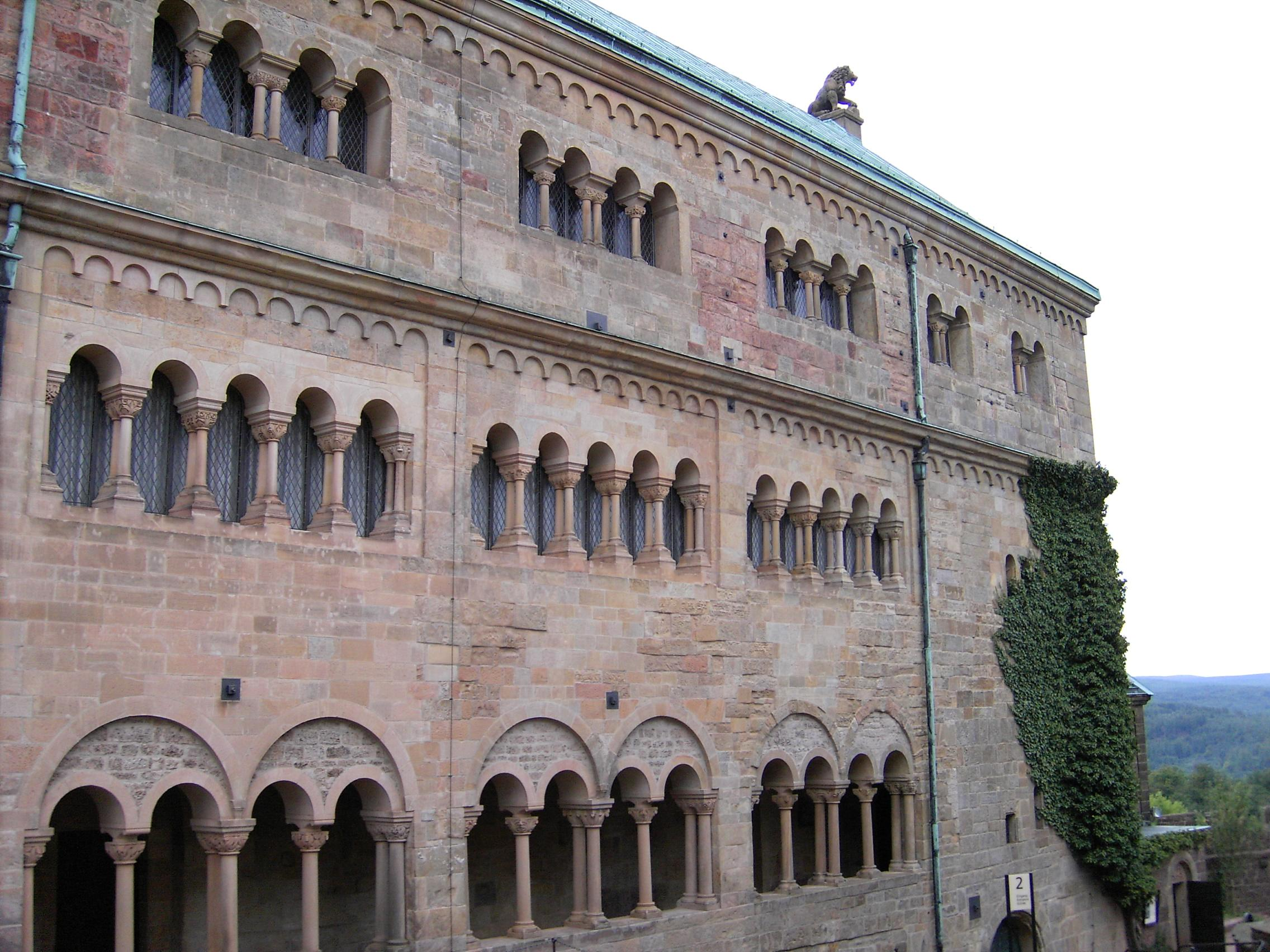
Palas der Wartburg, Hofseite (im 19. Jh. von der Krayenburg hierher umgesetzte Fenster), Thüringen
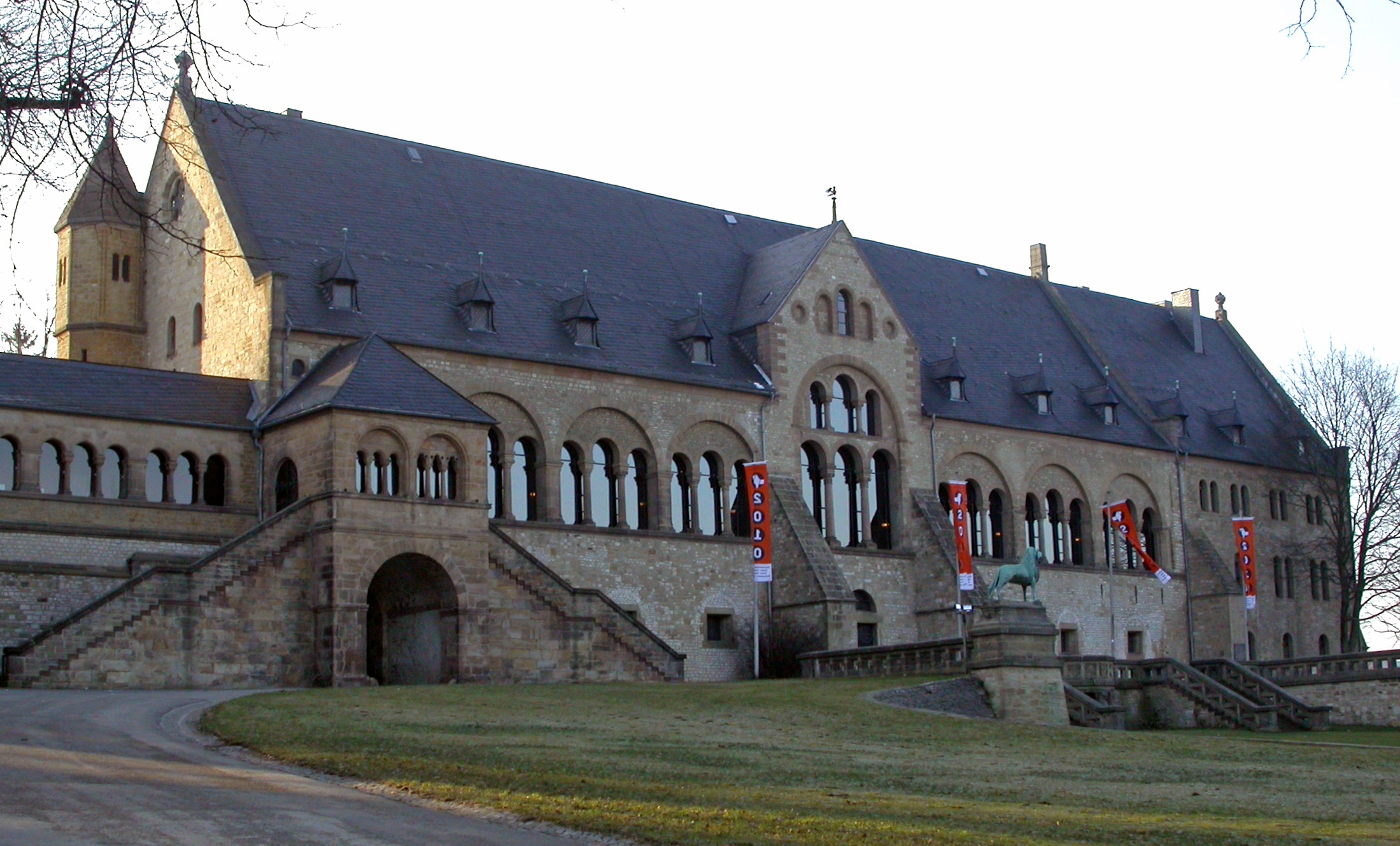
Saalbau der Kaiserpfalz Goslar, 11. Jh., Niedersachsen
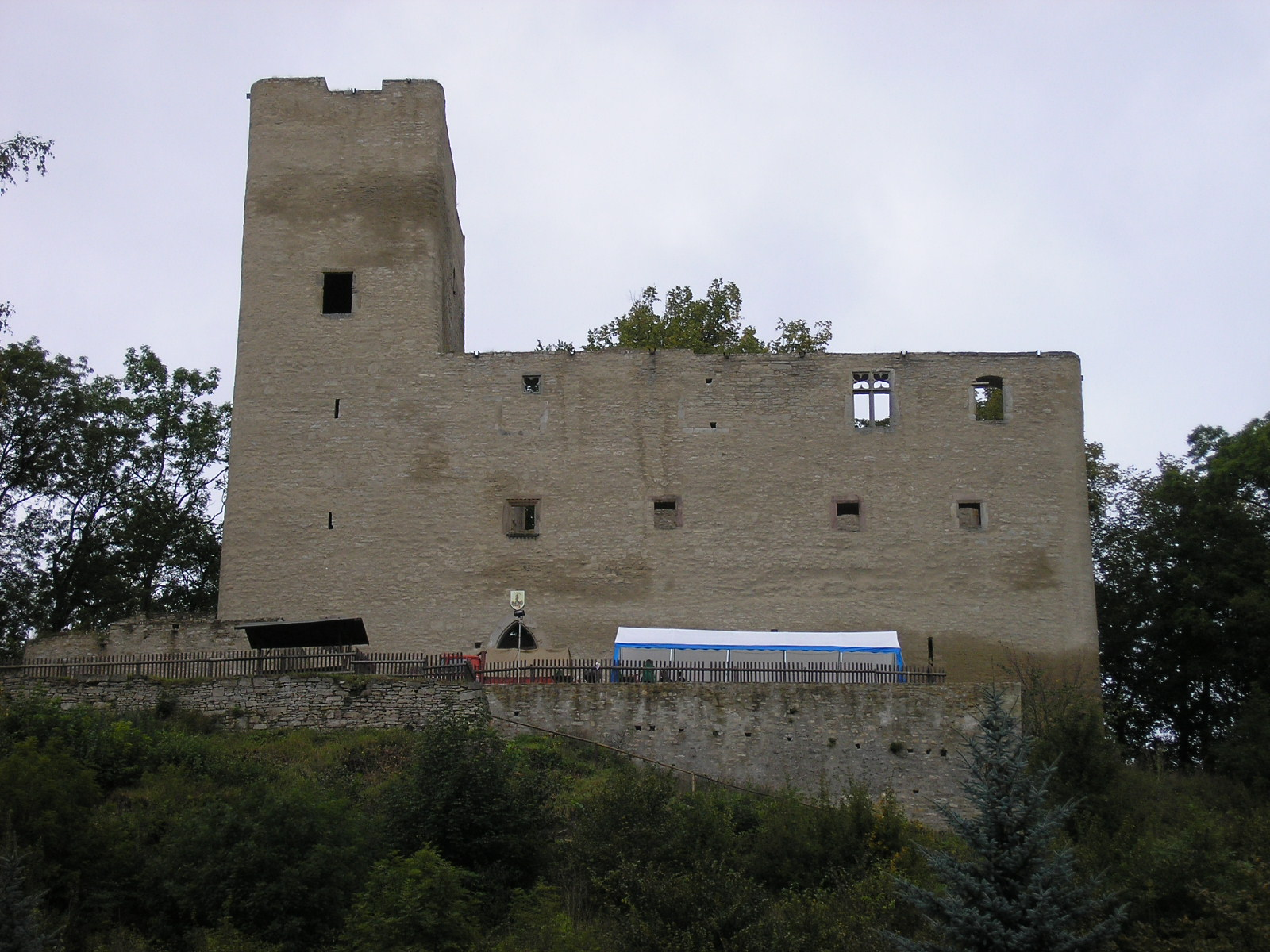
Turm-Palas-Burg Liebenstein, Turm und Palas wurden zeitgleich im Verbund aufgemauert, wohl 12. Jh., später umgebaut, Thüringen
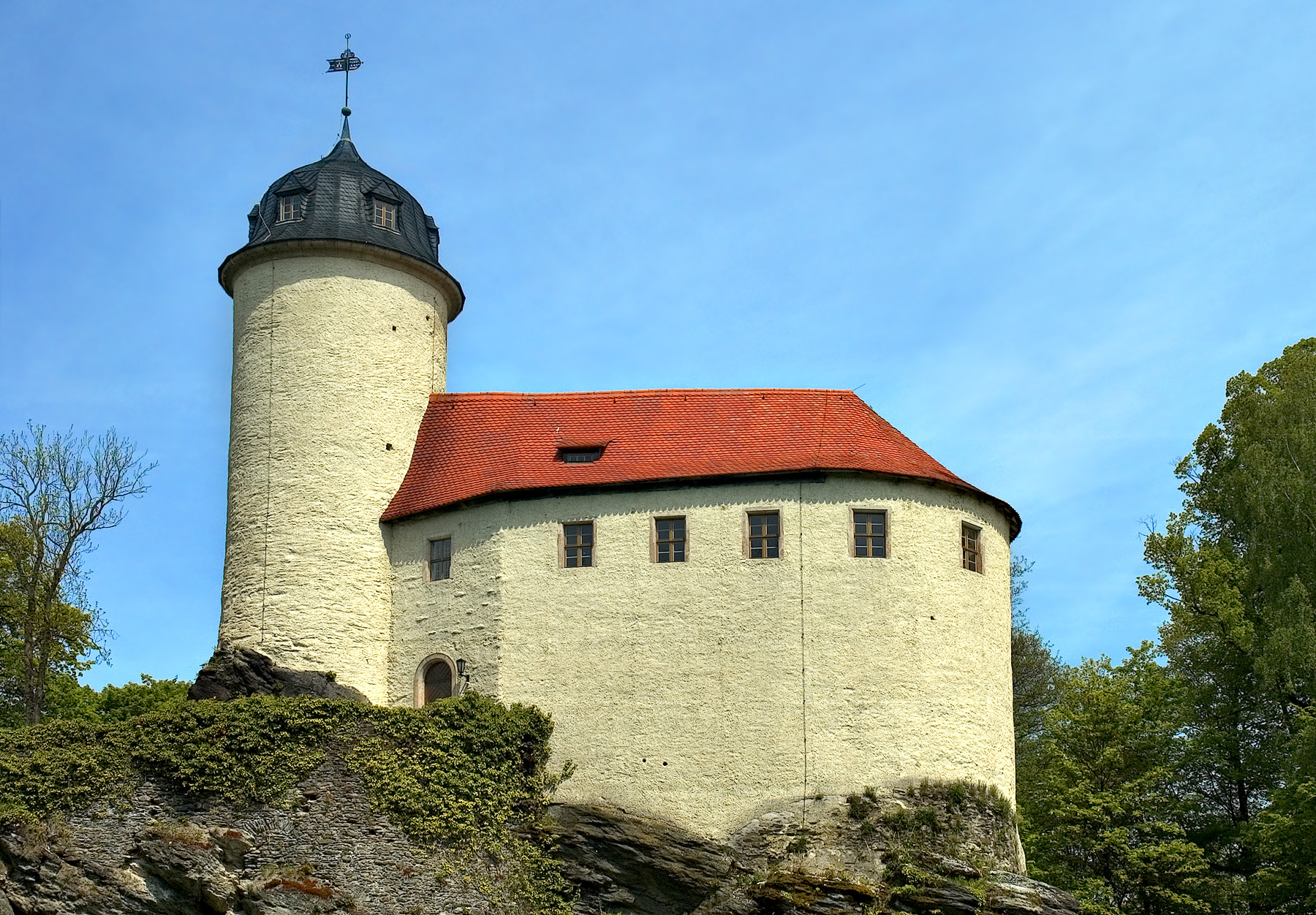
Palas mit Bergfried der erhaltenen Oberburg Rabenstein, wohl 12. Jh., Sachsen
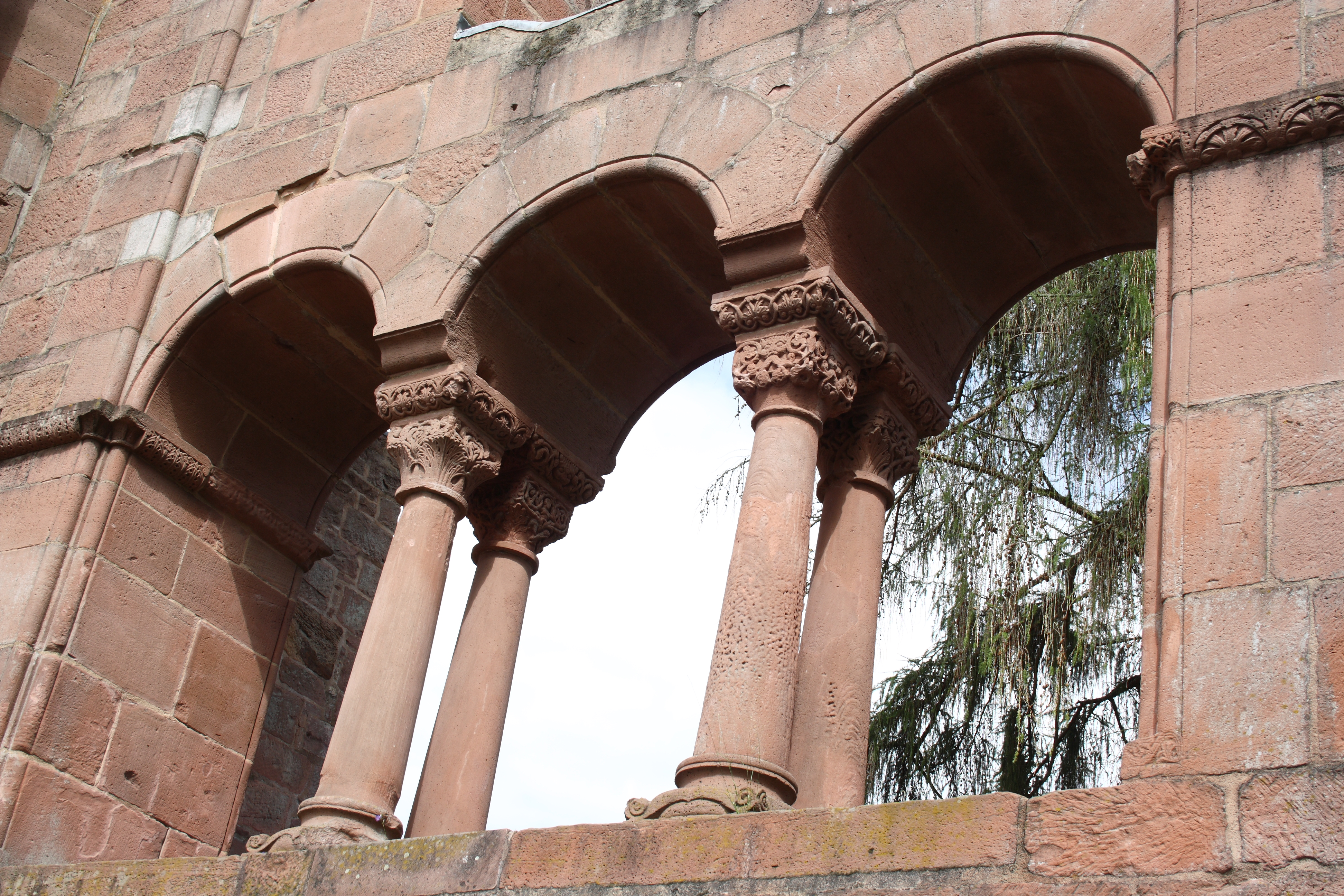
Fenster am Palas der Kaiserpfalz Gelnhausen, um 1170, Hessen
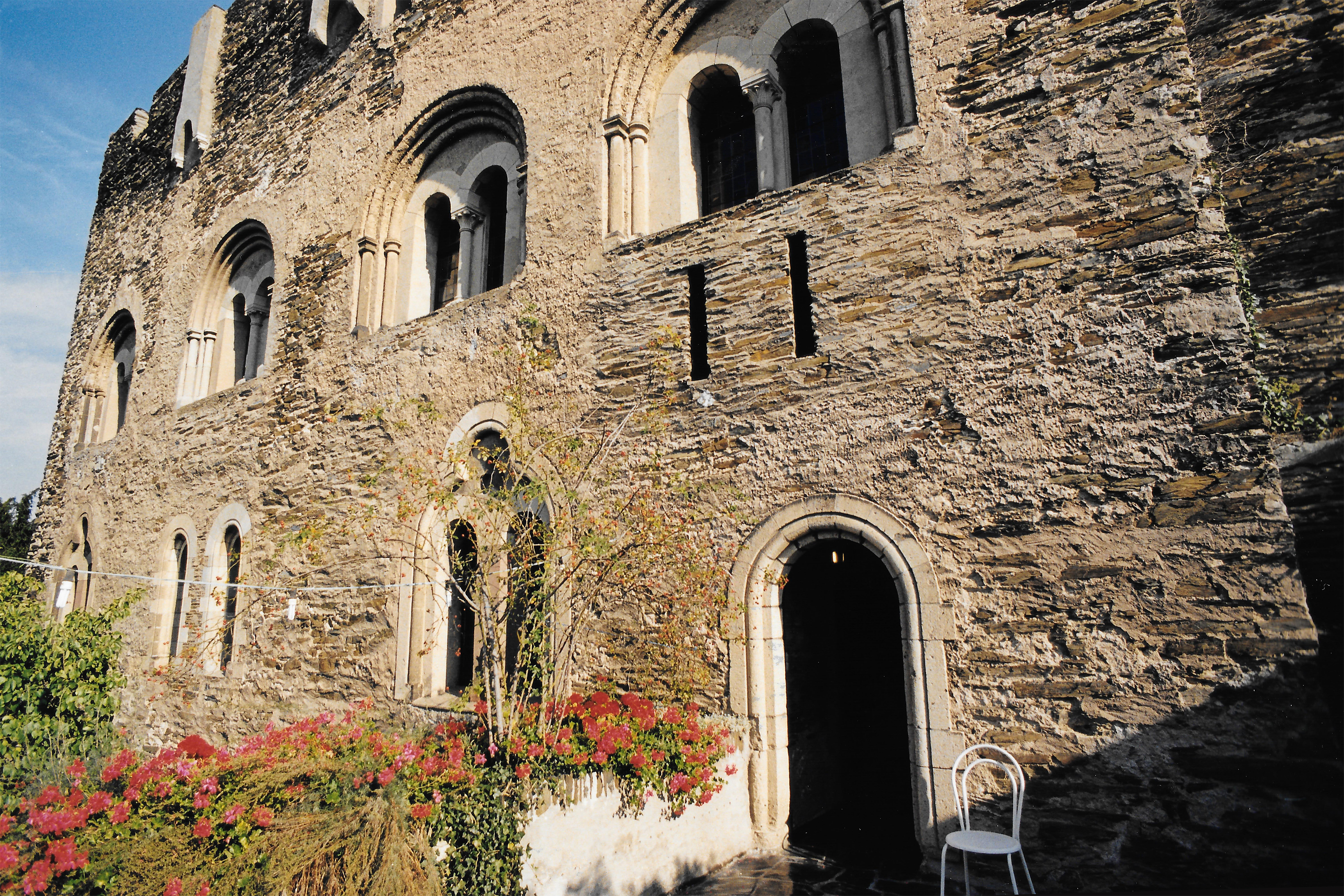
Der romanische Palas der Burg Gutenfels bei Kaub, Schaufassade zur Rheinseite
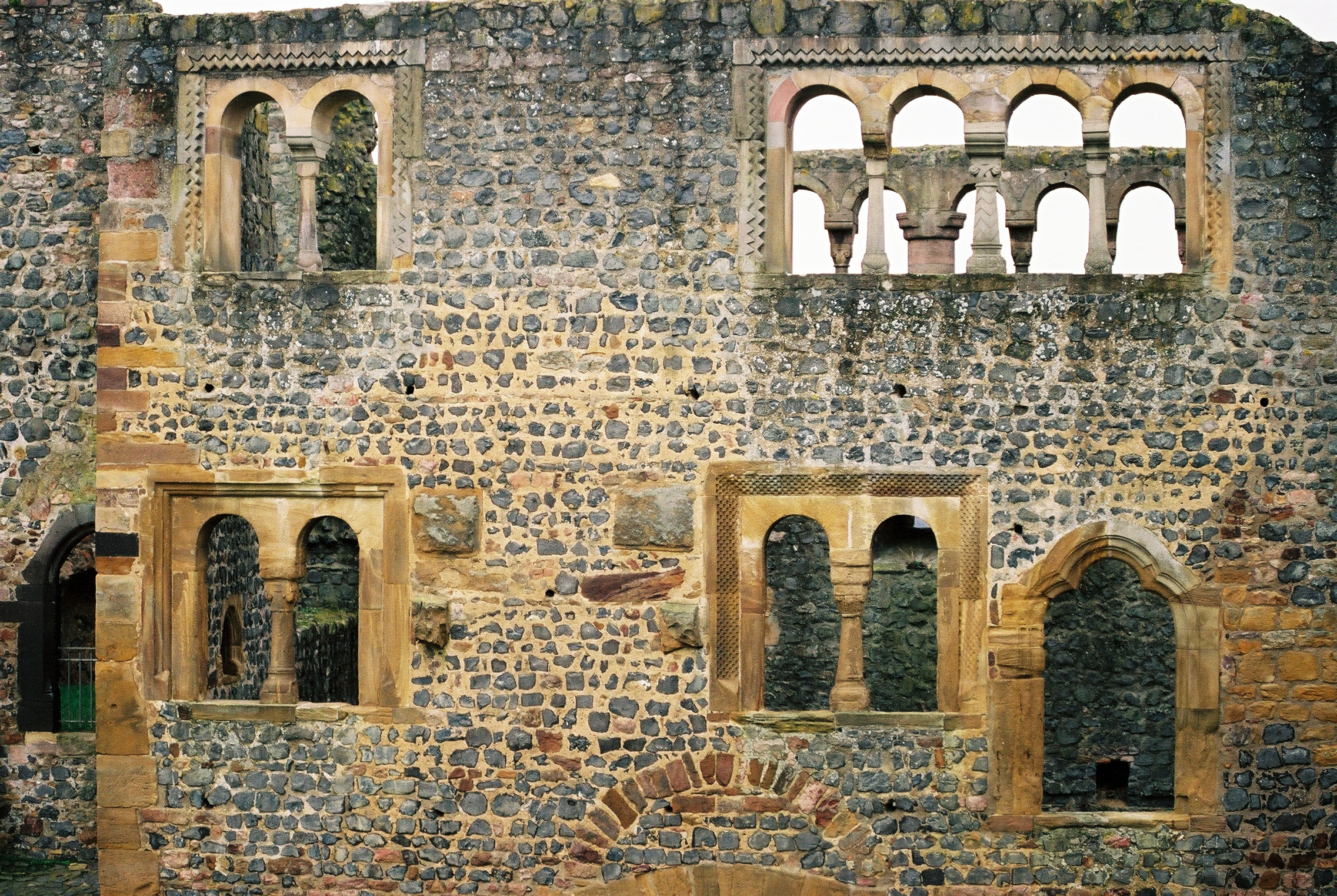
Hoffassade des romanischen Palas der Münzenburg (Wetterau)
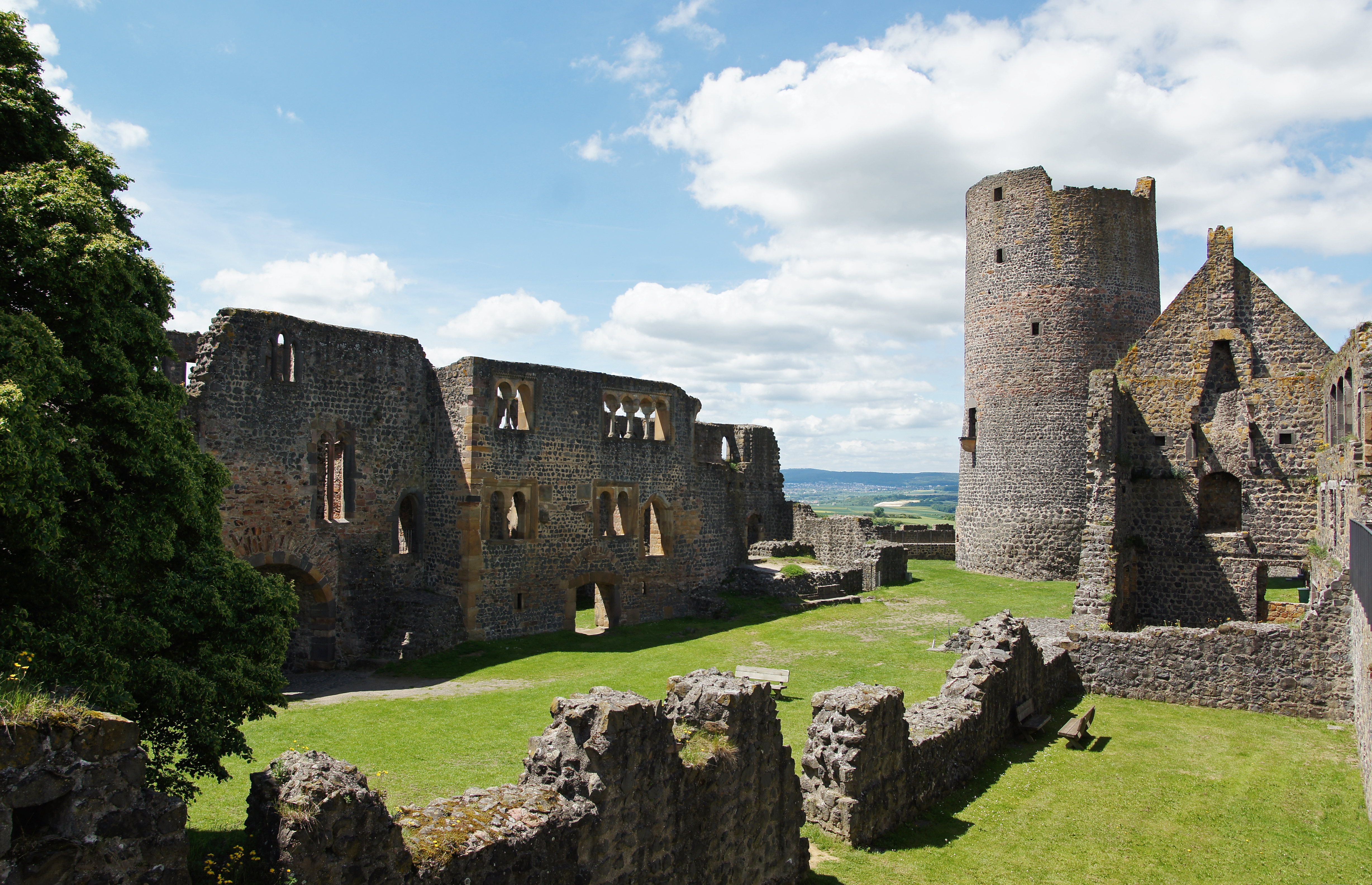
Stauferzeitlicher „Münzenberger Palas“, gotischer „Falkensteiner Palas“ der Burg Münzenberg, vor 1174, Hessen

## Gotik

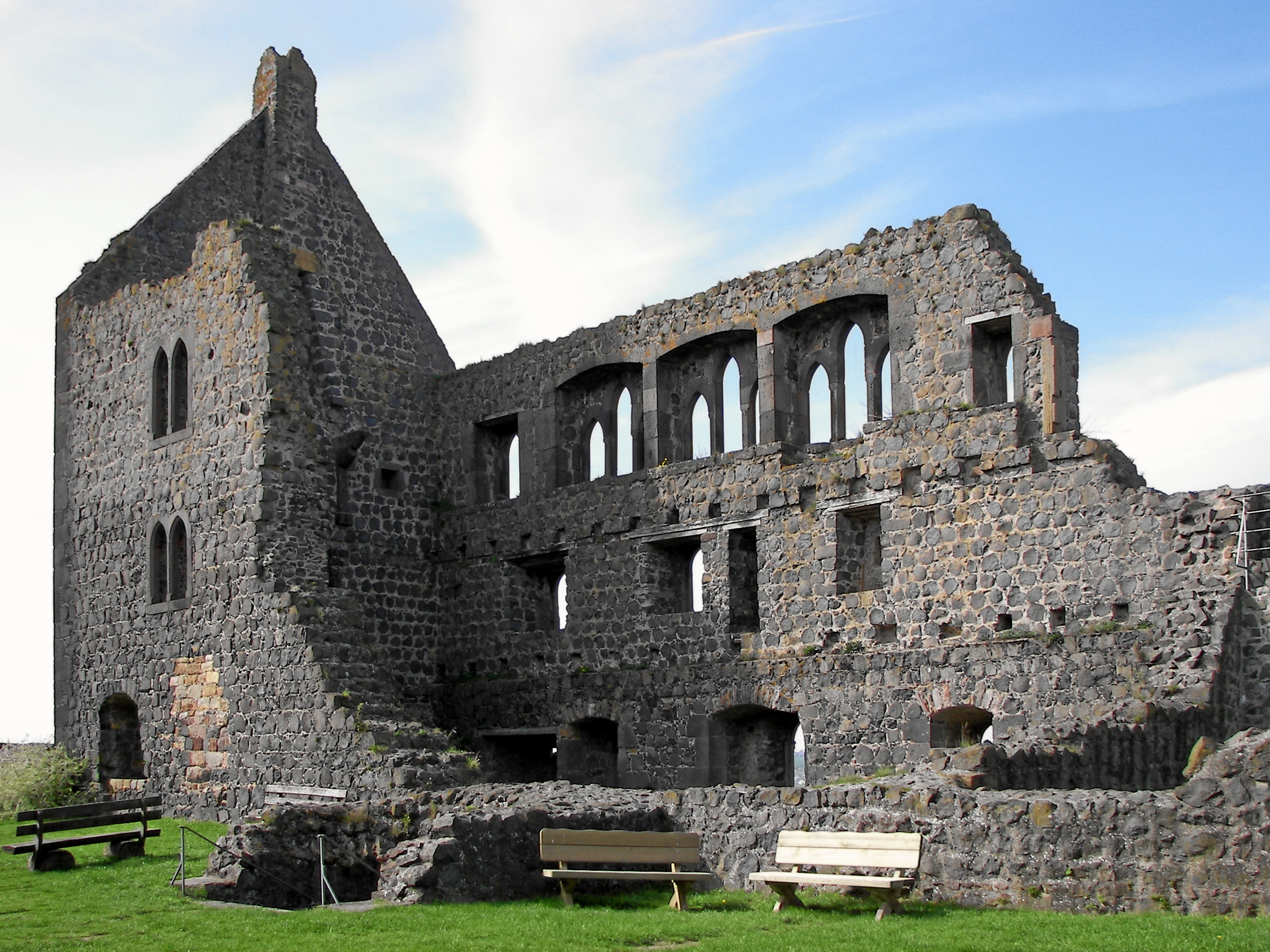
"Falkensteiner Palas" -ab 1260- auf Burg Münzenberg, Hessen
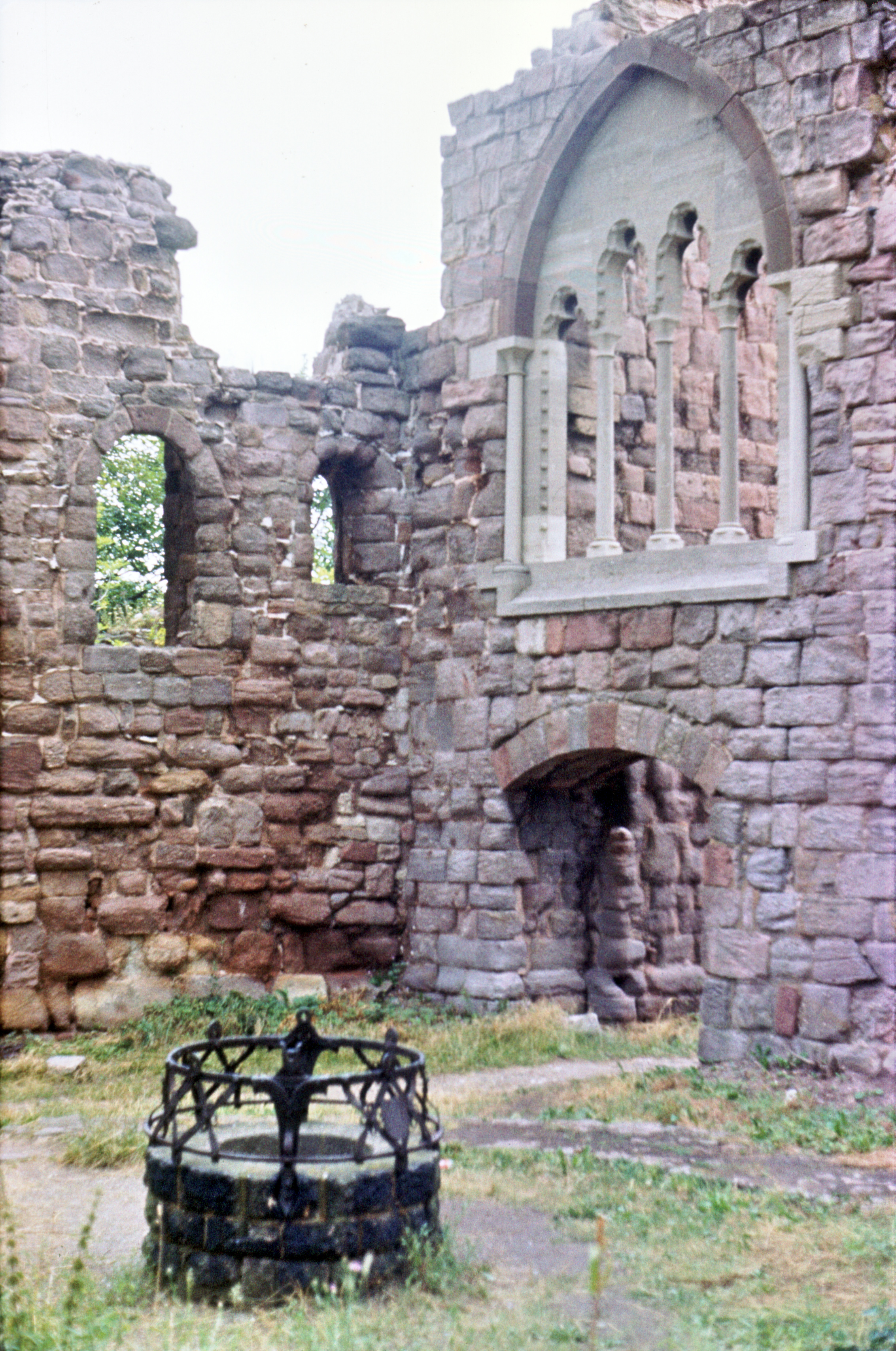
Kleeblattbogenfenster mit schlanken Säulen am Palas der Rothenburg, Thüringen